# Contusió
Una contusió és un tipus de lesió física no penetrant sobre un cos causada per l'acció d'objectes durs, de superfície obtusa o roma, que actuen sobre l'organisme per mitjà d'una força més o menys considerable. Els efectes d'un cop contús varien segons la força i energia aplicada sobre l'organisme donant lloc a una lesió superficial, amb una equimosi (si el cop és lleu) o un hematoma (sovint si el cop és més important), o lesions sobre òrgans i vísceres (com, per exemple, una contusió pulmonar) que poden comprometre la vida del subjecte, com una fractura (que llavors ja no s'anomena contusió).

## Quadre clínic
Els signes clàssics d'una contusió són el dolor, disminució funcional lleu o moderada al lloc del cop i, ocasionalment, edema lleu. La contusió és una lesió tancada que no trenca la continuïtat de la pell, com en el cas d'un ferida tallant o penetrant. la pell o els òrgans poden canviar de color per efecte de la sang vessada, formant hematomes i equimosis.
Quan la contusió és lleu, el dolor és moderat i tardà, permet continuar l'esforç. Amb tractament, la seva evolució és favorable. Per tractar-se d'una lesió tancada, la contusió no comporta risc de contaminació externa i infecció.

## Tractament
El tractament per a contusions lleus és mínim i pot incloure repòs, aplicació de fred, compressió i elevació de l'extremitat (si la contusió és en un membre), analgèsics (especialment AINE) i, més tard, en recuperació, exercicis d'estirament lleugers. Particularment, l'aplicació immediata de gel mentre s'eleva la zona pot reduir o evitar completament la inflor restringint el flux sanguini a la zona i evitant el sagnat intern. El descans és fonamental per a una ràpida recuperació.
Fer un massatge molt suau de la zona i aplicar calor pot afavorir el flux sanguini i alleujar el dolor segons la teoria del control de porta del dolor, podria exacerbar la lesió.